# Кеноша (окръг, Уисконсин)
Окръг Кеноша (на английски: Kenosha County) е окръг в щата Уисконсин, Съединени американски щати. Площта му е 1953 km², а населението - 169 151 души (1 април 2020). Административен център е град Кеноша.